# Jang Dong-yoon
Jang Dong-yoon (Hangul: 장동윤, RR: Jang Dong-yun, McCune–Reischauer: Chang Tongyun) es un actor surcoreano.

## Biografía
Estudió en la Universidad de Hanyang.
En 2015 Dong-yoon recibió una mención de la Agencia de la Policía Metropolitana de Seúl por detener a un ladrón que tenía un arma letal y estaba amenazando a un empleado de una tienda de conveniencia en el distrito de Gwanak, Seúl. Gracias a esta noticia se difundió su imagen y una agencia le hizo una oferta para convertirse en actor.
Es buen amigo del actor Shin Jae-ha.

## Carrera
Es miembro de la agencia "Dongyi Company" (동이컴퍼니). Previamente formó parte de la agencia "CLOVER Company".
El 16 de diciembre del 2016 se unió al elenco principal de la serie Solomon's Perjury, donde dio vida al estudiante Han Ji-hoon, el hijo adoptivo de Han Kyung-moon, que esconde un secreto que puede ser la clave para resolver el asesinato de uno de los estudiantes, hasta el final de la serie el 28 de enero del 2017.
El 17 de julio del 2017 se unió al elenco principal de la serie School 2017, donde interpretó a Song Dae-hwi, un joven inteligente y el presidente de la clase, hasta el final de la serie en septiembre del mismo año.
El 3 de septiembre del mismo año se unió al elenco principal del especial If We Were a Season, donde dio vida al estudiante Uhm Gi-seok.
El 26 de marzo del 2018 se unió al elenco principal de la serie A Poem a Day (también conocida como "You Who Forgot Poetry"), donde interpretó a Shin Min-ho, un practicante de fisioterapia, hasta el final de la serie el 15 de mayo del mismo año.
En agosto del mismo año se unió al elenco recurrente de la serie Mr. Sunshine, donde dio vida a Joon-young.
El 4 de noviembre del mismo año se unió al elenco principal de la película Beautiful Days, donde interpretó a Zhen Chen, el hijo de una desertora norcoreana (Lee Na-young) que lo abandona junto a su padre para tener una mejor vida en el extranjero.
El 3 de diciembre del mismo año se unió al elenco principal de la serie Just Dance, donde interpretó a Kwon Seung-chan, hasta el final de la serie el 25 de diciembre del mismo año.
El 30 de septiembre del 2019 se unió al elenco principal del popular drama The Tale of Nokdu (también conocida como "Mung Bean Chronicle"), donde dio vida a Jeon Nok-du, un joven atractivo e inteligente con una ambición extraordinaria por experimentar el gran mundo, que después de verse involucrado en un incidente, termina disfrazándose como mujer y se une a una comunidad de mujeres donde los hombres están prohibidos, y ahí conoce a Dong Dong-joo (Kim So-hyun) de quien se enamora profundamente, hasta el final de la serie el 25 de noviembre del mismo año.
El 28 de mayo del 2020 apareció como personaje principal de la película Run Boy Run, donde da vida a Do Won, un prometedor corredor de corta distancia, que luego de transferirse de escuela después de una lesión, se ve envuelto en un incidente inesperado después de reunirse con su amigo de la infancia Jin Soo (Seo Byuock-jun).
El 17 de octubre del mismo año se unió al elenco principal del drama militar The Search, donde interpretó a Yong Dong-jin, un adiestrador de perros militar que está contando los días hasta su alta cuando es elegido inesperadamente como miembro de un grupo de búsqueda, hasta el final de la serie el 15 de noviembre del mismo año.
En marzo del mismo año se anunció que estaba en pláticas para unirse al elenco principal de la serie She Would Never Know, sin embargo rechazó la oferta.
El 22 de marzo de 2021 se unió al elenco principal de la serie Joseon Exorcist, donde interpretó al Príncipe Chungnyeong, un joven hombre que entra a la guerra para proteger a Joseon de los espíritus malignos.
En diciembre del año anterior se anunció que estaba en pláticas para unirse al elenco principal de la serie The Fairy and the Bald Idol.
En marzo del mismo año se anunció que estaba en pláticas para unirse al elenco principal de la serie Oasis, donde interpreta el personaje de Lee Doo-hak, un joven que nació en una pequeña ciudad en la provincia de Jeolla y creció inocente con un cerebro inteligente, sin embargo, fatalmente se ve atrapado en un torbellino de eventos y termina en medio de un conflicto.
El 7 de enero de 2022 se confirmó que se uniría al elenco de la serie My Man is Cupid donde interpretará a Cheon Sang-hyuk, un hada que está atrapado en la Tierra después de haber quemado sus propias alas hace 500 años.
En marzo del mismo año se anunció que se había unido al elenco de la película After, donde dará vida a un asesino en serie.

## Filmografía

### Series de televisión
| Año     | Título                                | Personaje             | Notas              | Ref.          |
| ------- | ------------------------------------- | --------------------- | ------------------ | ------------- |
| 2016    | Game Development Girls                | Gom Gae-bal           | Serie web          |               |
| 2016    | Green Fever                           | Seung-chan / Dong Yun | Serie web          |               |
| 2016-17 | Solomon's Perjury                     | Han Ji-hoon           | 12 episodios       |               |
| 2017    | School 2017                           | Yang Jian             | 16 episodios       | [ 32 ]        |
| 2017    | Drama Special: If We Were a Season    | Uhm Gi-seok           |                    |               |
| 2017    | Assistant Manager Park's Private Life | Julian                | Cameo              |               |
| 2018    | The Tuna and the Dolphin              | -                     | Aparición especial |               |
| 2018    | Top Management                        | Dong Yoon             |                    |               |
| 2018    | A Poem a Day                          | Shin Min-ho           | 16 episodios       |               |
| 2018    | Mr. Sunshine                          | Joon-young            | 9 episodios        |               |
| 2018    | Just Dance                            | Kwon Seung-chan       | 16 episodios       |               |
| 2019    | The Tale of Nokdu                     | Jeon Nok-du           | 32 episodios       |               |
| 2020    | The Search                            | Yong Dong-jin         | 10 episodios       | [ 33 ]        |
| 2021    | Joseon Exorcist                       | Príncipe Chungnyeong  | 2 episodios        |               |
| 2022    | My Man is Cupid                       | Cheon Sang-hyuk       |                    |               |
| 2023    | Oasis                                 | Lee Doo-hak           |                    | [ 34 ] [ 35 ] |
| 2023    | Una dosis diaria de sol               | Song Yoo-chan         | Serie web          | [ 36 ]        |
| 2023-24 | Como flores en la arena               | Kim Baek-doo          |                    | [ 37 ] [ 38 ] |
| 2023-24 | Mi chico es Cupido                    | Cheon Sang-hyuk       | Serie web          | [ 39 ] [ 40 ] |

### Películas
| Año  | Título               | Personaje         | Notas                                                          | Ref.          |
| ---- | -------------------- | ----------------- | -------------------------------------------------------------- | ------------- |
| 2018 | Beautiful Days       | Zhen Chen         | Junto a Lee Na-young, Oh Kwang-rok, Lee Yoo-jun y Seo Hyun-woo | [ 5 ] [ 41 ]  |
| 2020 | Run Boy Run          | Do-won            | Junto a Seo Byuock-jun, Han Yi-jin y Sohyun                    |               |
| 2021 | Chun Tae-il          | Chun Tae-il (voz) | Película de animación                                          | [ 42 ]        |
| 2022 | Project Wolf Hunting | Lee Do-il         | Junto a Seo In-guk, Choi Gwi-hwa, Park Ho-san, Jung So-min     | [ 43 ] [ 44 ] |

### Programas de variedades
| Año  | Título                     | Función              | Notas       | Ref.   |
| ---- | -------------------------- | -------------------- | ----------- | ------ |
| 2018 | Law of the Jungle in Sabah | Miembro              | Ep. 330-333 |        |
| 2019 | Miss Korea                 | Miembro              |             | [ 45 ] |
| 2019 | Grannies                   | Miembro              |             | [ 46 ] |
| 2019 | Radio Star                 | Presentador invitado | Ep. 654     |        |

### Radio
| Año  | Programa                | Función  | Notas               |
| ---- | ----------------------- | -------- | ------------------- |
| 2019 | Jung Eunji’s Gayo Plaza | Invitado | Junto a Kim So-hyun |

### Presentador
| Año  | Evento                        | Función                  | Notas                                           | Ref.   |
| ---- | ----------------------------- | ------------------------ | ----------------------------------------------- | ------ |
| 2019 | 2019 KBS Entertainment Awards | Copresentador            | Junto a Jun Hyun-moo, Kim Jun-hyun y Son Dam-bi | [ 47 ] |
| 2020 | 34th Golden Disc Awards       | Presentador de categoría |                                                 | [ 48 ] |
| 2020 | 29th Seoul Music Awards       | Presentador de categoría |                                                 |        |

### Revistas / sesiones fotográficas
| Año  | Título            | Ref.   |
| ---- | ----------------- | ------ |
| 2020 | 1st Look Magazine | [ 49 ] |

### Videos musicales
| Año  | Artista/Grupo | Canción               | Notas                        |
| ---- | ------------- | --------------------- | ---------------------------- |
| 2014 | Bolbbalgan4   | "Galaxy"              | apareció en el video musical |
| 2014 | 10cm          | "That 5 Minutes"      | apareció en el video musical |
| 2017 | Naul          | "Emptiness In Memory" | apareció en el video musical |

## Premios y nominaciones
| Año  | Premio                 | Categoría                                                | Trabajo           | Resultado |
| ---- | ---------------------- | -------------------------------------------------------- | ----------------- | --------- |
| 2018 | KBS Drama              | Excellence Award, Actor in a One Act/Special/Short Drama | Just Dance        | Ganó      |
| 2019 | 33rd KBS Drama         | Excellence Award for Miniseries (Male)                   | The Tale of Nokdu | Ganó      |
| 2019 | 33rd KBS Drama         | Best Couple Award (junto a Kim So-hyun)                  | The Tale of Nokdu | Ganaron   |
| 2019 | 33rd KBS Drama         | Best Kiss (junto a Kim So-hyun)                          | The Tale of Nokdu | Ganaron   |
| 2019 | 33rd KBS Drama         | Netizen Award                                            | The Tale of Nokdu | Nominado  |
| 2019 | 33rd KBS Drama         | Best Bromance (junto a Kang Tae-oh)                      | The Tale of Nokdu | Nominados |
| 2019 | 2020 Korea First Brand | Rising Star Actor                                        | -                 | Ganó      |
| 2020 | 56th Grand Bell        | Best New Actor                                           | Beautiful Days    | Nominado  |
| 2020 | 7th APAN Star          | Best New Actor                                           | The Tale of Nokdu | Ganó      |